# منطقه حفاظت‌شده خانچالی
منطقه حفاظت‌شده خانچالی (به لاتین: Khanchali Managed Reserve) یک منطقه حفاظت‌شده در گرجستان است.